# Trygve Bornø
Trygve Bornø (ur. 2 lutego 1942 w Harstad, zm. 15 listopada 2024) – norweski piłkarz grający na pozycji pomocnika. W swojej karierze rozegrał 43 mecze w reprezentacji Norwegii.

## Kariera klubowa
Swoją karierę piłkarską Bornø rozpoczął w klubie Harstad IL. Grał w nim w latach 1961-1963. W 1964 roku przeszedł do Skeidu Oslo. W latach 1965 oraz 1974 zdobył ze Skeidem dwa Puchary Norwegii. W sezonie 1966 wywalczył z nim jedyny w historii klubu tytuł mistrza Norwegii. W 1969 roku został wybrany Piłkarzem Roku w Norwegii. W Skeidzie grał do końca swojej kariery, czyli do końca sezonu 1978. Zakończył ją w wieku 36 lat.

## Kariera reprezentacyjna
W reprezentacji Norwegii Bornø zadebiutował 18 września 1966 roku w przegranym 2:4 meczu Mistrzostw Nordyckich 1964-67 ze Szwecją, rozegranym w Oslo. W swojej karierze grał w: eliminacjach do Euro 68, MŚ 1970, Euro 72 i MŚ 1974. W kadrze narodowej od 1966 do 1972 roku rozegrał 43 mecze.